# Дивизия «Кастильехос»
Дивизия «Кастильехос» (исп. División «Castillejos») — тактическое соединение сухопутных войск Испании. Наряду с дивизией «Сан-Марсиаль» является основной ударной единицей наземных сил (Fuerza Terrestre).
Дивизия создана в соответствии с приказом министра обороны от 22 августа 2015 года в ходе масштабной реорганизации вооружённых сил.

## Задачи
Дивизия «Кастильехос» была создана в рамках реорганизации испанских вооружённых сил, которая была направлена на упорядочивание их структуры и на модернизацию и адаптацию к новым глобальным вызовам и техническим новациям. Новое подразделение включило в себя на 2016 год три лёгкие бригады, ранее входивших в состав Командования лёгких сил (Mando de Fuerzas Ligeras), и унаследовала имя кавалерийской бригады «Кастильехос» («Castillejos»). На новое подразделение была возложена задача быстрого реагирования. Кроме непосредственной подготовки подразделений, дивизия адаптирована под решение для выполнения гражданских операций, вроде гуманитарной помощи в зоне конфликтов, эвакуации гражданских и пр. Подразделения дивизии позволяют решать широкий круг задач, от непосредственной обороны страны до участия в международных операциях и помощи союзникам.

## Состав

### 2021 год

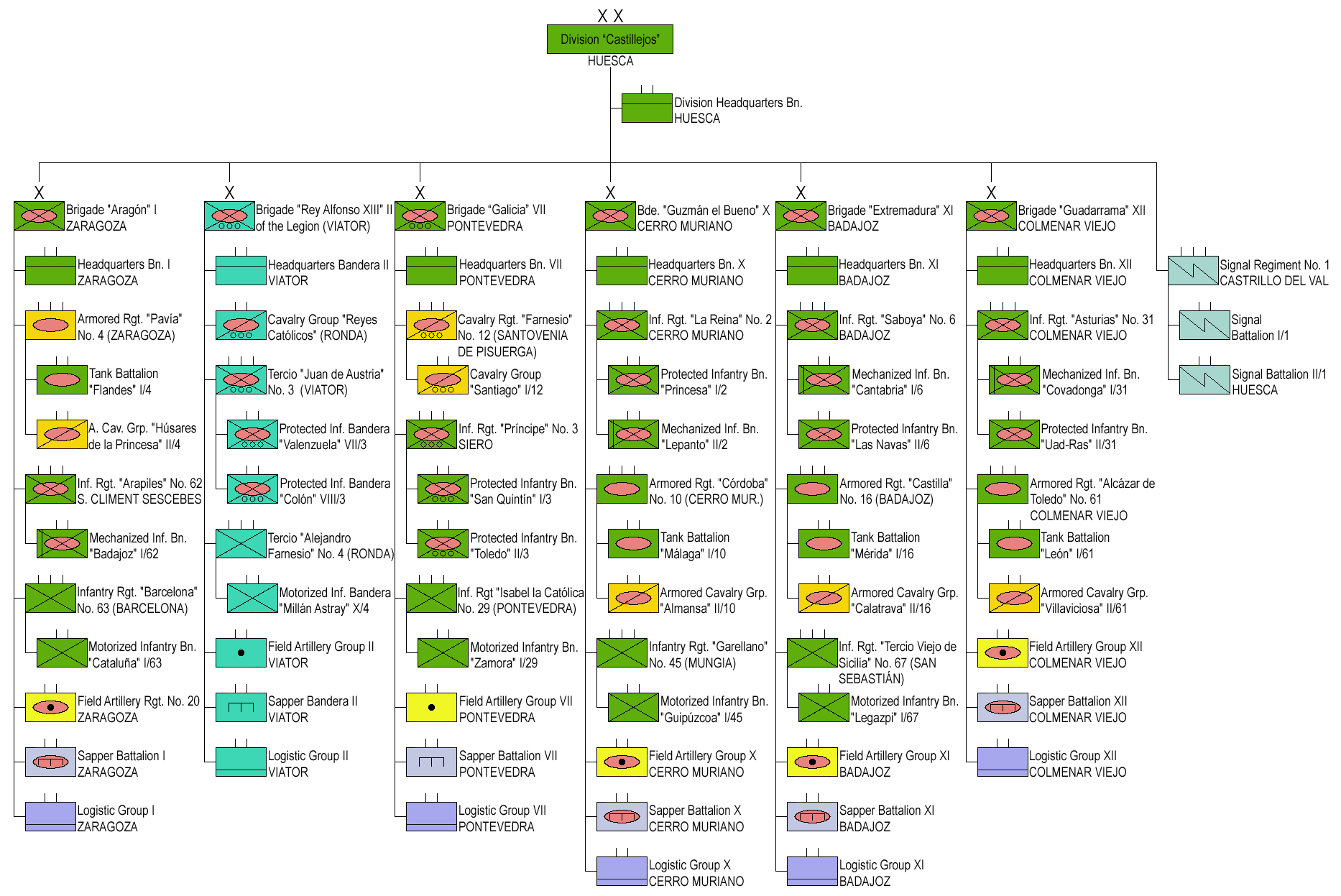
ОШС дивизии на 2021 год.

- Штаб и штабной батальон (Уэска)[5]
- 1-й полк связи[6] (Кастрильо-дель-Валь)
  - 1/1-й батальон связи
  - 2/1-й батальон связи (Уэска)
- 1-я бригада «Арагон»[исп.] (Brigada «Aragón» I), Сарагоса[6], автономный регион Арагон[7][8]
  - Штаб бригады (Cuartel General), Сарагоса, автономный регион Арагон
  - Штабной батальон (Batallón de Cuartel General), Сарагоса, автономный регион Арагон
  - 4-й бронетанковый полк «Павия» (Regimiento Acorazado «Pavía» n.º 4), Сарагоса, автономный регион Арагон
    - 1-й танковый батальон «Фландрия» (Batallón de Carros de Combate «Flandes» I/4)
    - 2-я бронекавалерийская группа «Гусары принцессы» (Grupo de Caballería Acorazada «Húsares de la Princesa» II/4)

  - 62-й пехотный полк «Арапилес» (Regimiento de Infantería «Arapiles» n.º 62), Сан-Клементе-Сасебас, автономный регион Каталония
    - 1-й механизированный батальон «Бадахос» (Batallón de Infantería Mecanizada «Badajoz» I/62), Сан-Клементе-Сасебас, автономный регион Каталония

  - 63-й пехотный полк «Барселона» (Regimiento de Infantería «Barcelona» n.º 63.), Барселона, автономное сообщество Каталония
    - 1-й моторизованный батальон «Каталония» (Batallón de Infantería Motorizada «Cataluña» I/63)

  - 20-й артиллерийский полк (Regimiento de Artillería de Campaña n.º 20), Сарагоса, автономный регион Арагон
  - 1-й инженерно-сапёрный батальон (Batallón de Zapadores I), Сарагоса, автономный регион Арагон
  - 1-я группа материально-технического обеспечения (Grupo Logístico I), Сарагоса, автономный регион Арагон
- 2-я бригада Испанского легиона «Король Альфонсо XIII»[исп.] (Brigada «Rey Alfonso XIII» II de La Legión)[9][10], Альмерия[6]
  - Штаб (Cuartel General), Вьятор, автономный регион Андалусия
  - Штабной батальон (Bandera de Cuartel General II de La Legión), Вьятор, автономный регион Андалусия
  - 2-я лёгкая бронекавалерийская группа Легиона «Католические короли» (Grupo de Caballería Ligero Acorazado «Reyes Católicos» II de La Legión), Ронда, автономный регион Андалусия
  - 3-я терция Легиона «Дон Хуан Австрийский» (Tercio «Don Juan de Austria» 3º de La Legión), Вьятор, автономный регион Андалусия
    - 7-й моторизованный батальон «Валенсуэла» (Bandera de Infantería Protegida «Valenzuela» VII/3)
    - 8-й моторизованный батальон «Колон» (Bandera de Infantería Protegida «Colón» VIII/3)

  - 4-я терция Легиона «Алехандро Фарнезе» (Tercio «Alejandro Farnesio» 4º de La Legión), Ронда, автономный регион Андалусия
    - 10-й моторизованный батальон (Bandera de Infantería Motorizada «Millán Astray» X/4)

  - 2-я артиллерийская группа Легиона (Grupo de Artillería de Campaña II de La Legión), Вьятор, автономный регион Андалусия
  - 2-й инженерно-сапёрный батальон Легиона (Bandera de Zapadores II de La Legión), Вьятор, автономный регион Андалусия
  - 2-я группа материально-технического обеспечения Легиона (Grupo Logístico II de La Legión), Вьятор, автономный регион Андалусия
- 7-я бригада «Галисия»[исп.] (Brigada «Galicia» VII), Понтеведра[6]
  - Штаб (Cuartel General), Понтеведра, автономный регион Галисия
  - Штабной батальон (Batallón de Cuartel General VII), Понтеведра, автономный регион Галисия
  - 12-й бронекавалерийский полк «Фарнезе» (Regimiento de Caballería «Farnesio» n.º 12), Сантовения-де-Писуэрга, автономный регион Кастилия и Леон
    - 1-я лёгкая бронекавалерийская группа (Grupo de Caballería Ligero Acorazado «Santiago» I/12)

  - 3-й пехотный полк «Принсипе» (Regimiento de Infantería «Príncipe» n.º 3), Сьеро, автономный регион Астурия
    - 1-й моторизованный батальон «Сан-Квентин» (Batallón de Infantería Protegida «San Quintín» I/3)
    - 2-й моторизованный батальон «Толедо» (Batallón de Infantería Protegida «Toledo» II/3)

  - 29-й пехотный полк «Изабелла Католическая» (Regimiento de Infantería «Isabel la Católica» n.º 29), Понтеведра, автономный регион Галисия
    - 1-й моторизованный батальон «Самора» (Batallón de Infantería Motorizada «Zamora» I/29)

  - 7-я артиллерийская группа (Grupo de Artillería de Campaña VII), Понтеведра, автономный регион Галисия
  - 7-й инженерно-сапёрный батальон (Batallón de Zapadores VII), Понтеведра, автономный регион Галисия
  - 7-я группа материально-технического обеспечения (Grupo Logístico VII), Понтеведра, автономный регион Галисия
- 10-я бригада «Гусман эль-Буэно»[исп.][6] (Brigada «Guzmán el Bueno» X), Серро-Муриано[исп.], автономный регион Андалусия[9][10]
  - Штаб бригады (Cuartel General), Серро Муриано, автономный регион Андалусия
  - Штабной батальон (Batallón de Cuartel General X), Серро Муриано, автономный регион Андалусия
  - 10-й бронетанковый полк (Regimiento Acorazado «Córdoba» n.º 10), Серро Муриано, автономный регион Андалусия
    - 1-й танковый батальон «Малага» (Batallón de Carros de Combate «Málaga» I/10), оснащён Leopard 2E
    - 2-я бронекавалерийская группа (Grupo de Caballería Acorazada «Almansa» II/10), оснащена Leopard 2E и VEC-M1

  - 2-й пехотный полк «Королева» (Regimiento de Infantería «La Reina» n.º 2), Серро Муриано, автономный регион Андалусия
    - 1-й моторизованный батальон «Принцесса» (Batallón de Infantería Protegida «Princesa» I/2), оснащён бронетранспортёрами TOA
    - 2-й механизированный батальон «Лепанто» (Batallón de Infantería Mecanizada «Lepanto» II/2), оснащён гусеничными БМП VCI/C Pizarro

  - 45-й пехотный полк «Гарельяно» (Regimiento de Infantería «Garellano» N°45), Мунгия, автономный регион Баскония
    - 1-й моторизованный батальон «Гипускоа» (Batallón de Infantería Motorizada «Guipúzcoa» I/45)

  - 10-я артиллерийская группа (Grupo de Artillería de Campaña X), Серро Муриано, автономный регион Андалусия
  - 10-й инженерно-сапёрный батальон (Batallón de Zapadores X), Серро Муриано, автономный регион Андалусия
  - 10-я группа материально-технического обеспечения (Grupo Logístico X), Серро Муриано, автономный регион Андалусия
- 11-я бригада «Эстремадура»[исп.] (Brigada «Extremadura» XI), Бадахос[6], автономный регион Эстремадура
  - Штаб бригады (Cuartel General), Бадахос, автономный регион Эстремадура
  - Штабной батальон (Batallón de Cuartel General XI), Бадахос, автономный регион Эстремадура
  - 16-й бронетанковый полк «Кастилия» (Regimiento Acorazado «Castilla» n.º 16), Бадахос, автономный регион Эстремадура
    - 1-й танковый батальон «Мерида» (Batallón de Carros de Combate «Mérida» I/16), оснащён Leopard 2E
    - 2-я бронекавалерийская группа (Grupo de Caballería Acorazada «Calatrava» II/16), оснащён Leopard 2E и VEC-M1

  - 6-й пехотный полк «Савойя» (Regimiento de Infantería «Saboya» n.º 6), Бадахос, автономный регион Эстремадура
    - 1-й механизированный батальон «Кантабрия» (Batallón de Infantería Mecanizada «Cantabria» I/6), оснащён гусеничными БМП VCI/C Pizarro
    - 2-й моторизованный батальон «Лас-Навас» (Batallón de Infantería Protegida «Las Navas» II/6), оснащён бронетранспортёрами TOA

  - 67-й пехотный полк «Терция старой Сицилии» (Regimiento de Infantería «Tercio Viejo de Sicilia» N° 67), Сан-Себастьян, автономный регион Баскония
    - 1-й моторизованный батальон «Легаспи» (Batallón de Infantería Motorizada «Legazpi» I/67)

  - 11-я артиллерийская группа (Grupo de Artillería de Campaña XI), Бадахос, автономный регион Эстремадура
  - 11-й инженерно-сапёрный батальон (Batallón de Zapadores XI), Бадахос, автономный регион Эстремадура
  - 11-я группа материально-технического обеспечения (Grupo Logístico XI), Бадахос, автономный регион Эстремадура
- 12-я бригада «Гвадаррама»[исп.] (Brigada «Guadarrama» XII), Мадрид[6], автономный регион Мадрид[11]
  - Штаб бригады (Cuartel General), Мадрид, автономный регион Мадрид
  - Штабной батальон (Batallón de Cuartel), Мадрид, автономный регион Мадрид
  - 61-й бронетанковый полк «Толедский алькасар» (Regimiento de Infantería Acorazada «Alcázar de Toledo» n.º 61), Мадрид, автономный регион Мадрид
    - 1-й танковый батальон «Леон» (Batallón de Carros de Combate «León» I/61), оснащён Leopard 2E
    - 2-я бронекавалерийская группа «Вильявисьоса» (Grupo de Caballería Acorazado «Villaviciosa» II/61)

  - 31-й механизированный полк «Астурия» (Regimiento de Infantería Mecanizada «Asturias» n.º 31.), Мадрид, автономный регион Мадрид
    - 1-й механизированный батальон «Ковадонга» (Batallón de Infantería Mecanizada «Covadonga» I/31), оснащён VCI/C Pizarro
    - 2-й моторизованный батальон «Уад-Рас» (Batallón de Infantería Protegida «Uad Ras» II/31), оснащён TOA

  - 12-я бронекавалерийская группа «Вильявисьоса» (Grupo de Caballería Acorazada «Villaviciosa» XII), оснащена Leopard 2E и VEC-M1
  - 12-я самоходная артиллерийская группа (Grupo de Artillería de Campaña Autopropulsada XII), Мадрид, автономный регион Мадрид
  - 12-й инженерно-сапёрный батальон (Batallón de Zapadores XII), Мадрид, автономный регион Мадрид
  - 12-я группа материально-технического обеспечения (Grupo Logístico XII), Мадрид, автономный регион Мадрид

## Организация и оснащение

### Лёгкая пехотная бригада
Лёгкая пехотная бригада включает 4 батальона: 2 моторизованных на MRAP (Infantería Protegida) или БТР (Infantería Motorizada), 1 моторизованный/парашютно-десантный на лёгких бронеавтомобилях и 1 бронекавалерийский (разведывательный).
- Моторизованный батальон на БТР/MRAP (×2) — оснащён бронетранспортёрами BMR или миннозащищёнными автомобилями Iveco LMV и RG-31
- Моторизованный батальон на бронеавтомобилях — оснащён автомобилями URO VAMTAC. В случае бригады «Наездники», батальон является парашютно-десантным.
- Лёгкая бронекавалерийская группа — оснащена БМТВ Centauro и БРМ VEC-M1.

Артиллерийский полк/группа имеет по штату две батареи буксируемых 155-мм самодвижущихся гаубиц SIAC, батарею буксируемых 105-мм гаубиц L118/L119 и батарею ПЗРК Mistral

### Механизированная бригада
Механизированная бригада состоит из 5 батальонов: 1 танковый, 1 механизированный, 2 моторизованных и 1 бронекавалерийский (разведывательный).
- Танковый батальон — оснащён тремя ротами танков
- Механизированный батальон на БМП — оснащён БМП Pizarro
- Моторизованный батальон на БТР — оснащён двухзвенными гусеничными вездеходами Bv 206s (бригада «Арагон») или гусеничными бронетранспортёрами M113 (прочие)
- Моторизованный батальон на бронеавтомобилях — оснащён внедорожниками VAMTAC
- Бронекавалерийский батальон — оснащён танками Leopard 2E и колёсными БРМ VEC-M1.

Бригада «Арагон» также имеет роту лыжников-альпинистов.
Полк или артиллерийская группа оснащена двумя батареями 155-мм САУ M109A5E, батареей 105-мм буксируемых гаубиц L118/L119, батареей ПЗРК Mistral.